# Teriimaevarua II
Maevarua Pomare, altrimenti nota come Teriimaevarua II (Raiatea, 23 maggio 1841 – Bora Bora, 12 febbraio 1873), è stata regina di Bora Bora dal 1860 al 1873.

## Biografia
Nata come principessa Maevarua Pomare, era l'unica figlia della regina Pomare IV di Tahiti, e del suo secondo marito, Ari'ifa'aite a Hiro. Alla sua nascita fu adottata da re Tapoa II di Bora Bora, primo sposo di sua madre, dalla quale quest'ultima si era separata in precedenza, ma che pure continuava a detenere un trono indipendente.
Divenne pertanto regina di Bora Bora alla morte del suo padre adottivo e regnò col nome di Teariimaevarua II.
Nel febbraio del 1866, sposò Temauiarii, della famiglia principesca dei Ma'i di Bora-Bora. Questa unione rimase senza eredi e pertanto ella decise di adottare sua nipote, la principessa Teriimaevarua Pomare, figlia di suo fratello Tamatoa V Pomare quale erede del suo reame.
Alla sua morte, avvenuta nel 1873, fu pertanto questa sua nipote a succedergli prendendo il nome di Teariimaevarua III ma, data la minore età, la stessa Teriimaevarua II prima di morire aveva predisposto per lei una reggenza che l'avrebbe guidata sino alla maggiore età, capeggiata dal principe Temauriariʻi, suo padre adottivo.

## Albero genealogico
|                               |          |                               | Genitori                            |  |  | Nonni |  |  | Bisnonni |  |  | Trisnonni |  |
|                               |          |                               |                                     |  |  |       |  |  |          |  |  |           |  |
|                               |          |                               |                                     |  |  |       |  |  |          |  |  |           |  |
|                               |          |                               |                                     |  |  |       |  |  |          |  |  |           |  |
| Ariʻipeu-a-Hiro               |          |                               |                                     |  |  |       |  |  |          |  |  |           |  |
|                               |          |                               |                                     |  |  |       |  |  |          |  |  |           |  |
|                               |          |                               |                                     |  |  |       |  |  |          |  |  |           |  |
|                               |          |                               |                                     |  |  |       |  |  |          |  |  |           |  |
| Ariʻifaʻaite                  |          |                               |                                     |  |  |       |  |  |          |  |  |           |  |
|                               |          | Tamatoa IV *                  | Vetea-raʻi Uʻuru *                  |  |  |       |  |  |          |  |  |           |  |
|                               |          | Tamatoa IV *                  | Vetea-raʻi Uʻuru *                  |  |  |       |  |  |          |  |  |           |  |
|                               |          | Tamatoa IV *                  | Opai-pai Te-roro *                  |  |  |       |  |  |          |  |  |           |  |
| Teihotu Taʻavea               |          | Tamatoa IV *                  |                                     |  |  |       |  |  |          |  |  |           |  |
|                               |          | Tu-ra'i-ariʻi E-he-vahine *   | Mato Teri'i Tepoara'i *             |  |  |       |  |  |          |  |  |           |  |
|                               |          | Tu-ra'i-ariʻi E-he-vahine *   | Mato Teri'i Tepoara'i *             |  |  |       |  |  |          |  |  |           |  |
|                               |          | Tu-ra'i-ariʻi E-he-vahine *   | Te-ha'apapa I *                     |  |  |       |  |  |          |  |  |           |  |
| Teriʻimaevarua II             |          | Tu-ra'i-ariʻi E-he-vahine *   |                                     |  |  |       |  |  |          |  |  |           |  |
|                               | Pomare I | Teu Tunuieaite Atua           |                                     |  |  |       |  |  |          |  |  |           |  |
|                               | Pomare I | Teu Tunuieaite Atua           |                                     |  |  |       |  |  |          |  |  |           |  |
|                               | Pomare I | Tetupaia-i-Hauiri             |                                     |  |  |       |  |  |          |  |  |           |  |
| Pomare II                     | Pomare I |                               |                                     |  |  |       |  |  |          |  |  |           |  |
|                               |          | Tetua-nui-reia-i-te-raʻi-atea | Teihotu-i-Ahura'i                   |  |  |       |  |  |          |  |  |           |  |
|                               |          | Tetua-nui-reia-i-te-raʻi-atea | Teihotu-i-Ahura'i                   |  |  |       |  |  |          |  |  |           |  |
|                               |          | Tetua-nui-reia-i-te-raʻi-atea | Vave'a Tetua-nui-rei-a-ite Ra'iatea |  |  |       |  |  |          |  |  |           |  |
| Pomare IV                     |          | Tetua-nui-reia-i-te-raʻi-atea |                                     |  |  |       |  |  |          |  |  |           |  |
|                               |          | Tamatoa IV *                  | Vetea-raʻi Uʻuru *                  |  |  |       |  |  |          |  |  |           |  |
|                               |          | Tamatoa IV *                  | Vetea-raʻi Uʻuru *                  |  |  |       |  |  |          |  |  |           |  |
|                               |          | Tamatoa IV *                  | Opai-pai Te-roro *                  |  |  |       |  |  |          |  |  |           |  |
| Teri'to'-o-terai Tere-moe-moe |          | Tamatoa IV *                  |                                     |  |  |       |  |  |          |  |  |           |  |
|                               |          | Tu-ra'i-ariʻi E-he-vahine *   | Mato Teri'i Tepoara'i *             |  |  |       |  |  |          |  |  |           |  |
|                               |          | Tu-ra'i-ariʻi E-he-vahine *   | Mato Teri'i Tepoara'i *             |  |  |       |  |  |          |  |  |           |  |
|                               |          | Tu-ra'i-ariʻi E-he-vahine *   | Te-ha'apapa I *                     |  |  |       |  |  |          |  |  |           |  |
|                               |          | Tu-ra'i-ariʻi E-he-vahine *   |                                     |  |  |       |  |  |          |  |  |           |  |